# 1743 Шмідт
1743 Шмідт (1743 Schmidt) — астероїд головного поясу, відкритий 24 вересня 1960 року.
Тіссеранів параметр щодо Юпітера — 3,461.
Названо на честь Бернгарда Шмідта (1879–1935), — естонсько-шведського, а потім німецького астронома и інженера-оптика, винахідника дзеркально-лінзового телескопа великої світлосили, вільного від коми.